# Баньяско, Анджело
Анджело Баньяско (итал. Angelo Bagnasco; род. 14 января 1943, Понтевико, королевство Италия) — итальянский кардинал. Епископ Пезаро с 3 января 1998 по 11 марта 2000. Архиепископ Пезаро с 11 марта 2000 по 29 августа 2006. Архиепископ Генуи с 29 августа 2006 по 8 мая 2020. Председатель Итальянской епископской конференции с 7 марта 2007 по 24 мая 2017. Кардинал-священник с титулом церкви Гран-Мадре-ди-Дио с 24 ноября 2007.
Взгляды кардинала считаются консервативными, и он является теологическим союзником своего предшественника в Итальянской епископской конференции, кардинала Камилло Руини.

## Ранняя жизнь
Баньяско родился 14 января 1943 года, в Понтевико, куда его семья была эвакуирована в период Второй мировой войны, но возвратилась в Геную после того, как она закончилась. Его родителями были Альфредо и Роза Баньяско: отец был рабочим в кондитерской, а мать домохозяйкой. У него есть старшая сестра, Анна.
Баньяско сказал в интервью: «Я стал мальчиком-алтарником в моём приходе в историческом центре Генуи, на пьяцца Сарцано, когда мне было шесть лет. Моим старым приходским священником сначала был аббат Джованни Баттиста Гаццоло, а впоследствии монсеньор Карло Виакава, в то время его заместителем был молодой викарий, дон Джанни Дзамити — последние двое всё ещё живы и приведены в восторг, что их маленький мальчик-алтарник стал их архиепископом — который контролировал нас в полдень в приходском клубе, куда мы шли играть. Желание стать священником родилось точно, когда я был в начальной школе, но я не доверял этого никому. Впоследствии я пошёл в смешанную среднюю школу, всегда с этим желанием в моём сердце».

## Образование и священство
Баньяско получил образование в архиепископской семинарии Генуи. Он был рукоположён в священники 29 июня 1966 года кардиналом Джузеппе Сири, в Брешиа. Викарий прихода «S. Pietro e S. Teresa del Bambino Gesy» в Генуе в 1966—1985 годах. С 1986 года по 1995 год приходской помощник с епархиальными обязанностями.
В то время как он был священником в Генуе, он получил степень по философии в Генуэзском университете. С 1980 года по 1998 год служил профессором метафизики и современного атеизма на богословском факультете Северной Италии, секция «Parallela di Genova». С 1975 года по 1984 год профессор итальянского языка в «Liceo Classico» семинарии Генуи.
С 1985 года по 1996 год возглавлял архиепархиальную Катехизическую службу Генуи и Лигурии, а также был региональным делегатом по приходским школам. С 1980 года по 1995 год был епархиальным представителем в FUCI (итальянская католическая федерация университетских студентов) и предпринимал усилия по пасторскому попечению о студентах в регионе.
С 1986 года по 1994 год председатель и профессор «Istituto Superiore di Scienze Religiose» в Генуе, с компетенцией по полному «Regione Ecclesiastica Ligure». С 1990 года по 1996 год директор службы Образования с нагрузкой по формированию преподавателей религии. С 1993 года по 1996 год директор епархиальной службы «Apostolato Liturgico». С 1995 года по 1997 год епископский викарий и духовный директор архиепископской семинарии Генуи.

## Ранняя епископская карьера
Баньяско был назначен епископом Пезаро 3 января 1998 года. Он получил свою епископскую ординацию 7 февраля этого же года, в кафедральном соборе Святого Лоренцо в Генуе, от Диониджи Теттаманци — архиепископа Генуи, которому помогали Гаэтано Микетти — бывший епископ Пизаро и Джакомо Барабино — епископ Вентимильи-Сан-Ремо. Баньяско стал архиепископом-митрополитом этой же самой епархии 11 марта 2000 года.
С 2001 года он занимал несколько постов в итальянской епископской конференции (CEI), включая пост председателя административного правления её газеты «Avvenire» и секретаря по школам и университетам.
20 июня 2003 года, он был назначен архиепископом Военного Ординариата Италии. Он описывал своё назначение как «полную неожиданность» и что он принял это «с удивлением и некоторым трепетом. Прежде всего, потому что военный мир был полностью неизвестен мне, а затем потому что это было вопросом обширной епархии, охватывая целую страну и даже вне её, с нашими солдатами с миссиями в иностранных государствах».

## Архиепископ Генуи
После отставки кардинала Тарчизио Бертоне, 29 августа 2006 года, Баньяско был назначен архиепископом Генуи. Он был назначен 24 сентября этого же года. Он защищал папу римского Бенедикта XVI в Регенсбургском противоречии.
7 марта 2007 года Бенедикт XVI выбрал Баньяско, чтобы наследовать кардиналу Камилло Руини в качестве председателем итальянской епископской конференции на пятилетний срок. «Выбор — компромисс между двумя из двух наиболее влиятельных проводников политики Бенедикта XVI — Баньяско — подтверждённый руинит, „но Бертоне любит его“, как один раз выразился».
27 июня 2007 года архиепископ Баньяско, наряду с несколькими другими прелатами, посетил брифинг в Апостольском дворце о грядущем motu proprio папы римского Бенедикта XVI разрешающего более широкое служение Тридентской Мессы. Двумя днями после этой встречи, 29 июня, на него и на сорок пять других прелатов были возложены паллии, шерстяное облачение, сохранённое для епископов-митрополитов, Бенедиктом XVI в соборе Святого Петра.

### Осуждение однополых союзов
В апреле 2007 года, после осуждения однополых союзов — в котором он сказал: «Почему говорят „Нет“ формам юридически признанного сожительства которые создают альтернативу семьи? Почему говорят „Нет“ кровосмешению? Почему говорят „Нет“ партии педофилов в Голландии?» Баньяско оказался целью угроз смерти со стороны активистов гей-прав. Генуйский департамент полиции, при отклонении любой серьёзной причины для беспокойства, поручил вооружённому офицеру охранять его.
Альфонсо Пекораро Сканио, министр по вопросам окружающей среды Италии и открытый сторонник гей-прав, сказал, что Баньяско сделал «серьёзное, дурацкое сравнение, которое оскорбляет миллионы людей». Епископы Италии обратились к католическим политическим деятелям, голосовать против законопроекта, который предоставлял бы права в областях типа здравоохранения и наследования, не состоящим в браке парам, включая однополые союзы, которые регистрируют свои отношения.
12 июня 2007 года архиепископ «получил второй пакет, содержащий угрозу смерти также как и множество пуль. Самая последняя угроза последовала за тем, посланным предварительно 27 апреля, в котором единственная пуля была отправлена по почте».

### Социальное учение
Баньяско подтвердил, что каждый человек имеет право, которое нужно использовать. Он также посоветовал, что гибкость рабочей силы должна быть ограничена.

### Кардинальство и куриальные назначения
17 октября 2007 года было объявлено папой римским Бенедиктом XVI, что Баньяско наряду с 22 другими прелатами будет возведён в кардиналы на консистории от 24 ноября. Он стал кардиналом-священником Гран-Мадре-ди-Дио. 12 июня 2008 года в дополнение к своим обязанностям архиепископа Генуи он был назначен Бенедиктом XVI членом конгрегаций Римской курии: Конгрегации по делам восточных церквей, Конгрегации Богослужения и Дисциплины Таинств и Конгрегации по делам Епископов.
Участник Конклава 2013 года.
24 мая 2017 года покинул пост председателя епископской конференции Италии.